# Калироя
Тази статия се отнася до фигура от древногръцката митология. За спътника на Юпитер вижте Калироя (спътник)
Калироя в древногръцката митология е името на няколко персонажа:
- Калироя – речна нимфа - наяда, дъщеря на речния бог Ахелой. Тя се омъжила за Алкмеон, след като получил опрощение заради убийството на майка си във водите на Ахелой. Калироя поискала той да ѝ подари огърлицата на Хармония, която преди това е дал на Алфесибея (предишната му жена). Алкмеон опитал да я вземе с измама и заради това е убит. От съюза си с него тя има двама сина -Акарнан и Амфотер. След смъртта на Алкмеон, който е убит от Фегей (или от синовете му), Калироя става любима на Зевс и измолва от него да направи така, че малолетните ѝ синове бързо да пораснат. Желанието ѝ било изпълнено и децата отмъстили за баща си като убили Фегей, жена му и децата им.
- Калироя – нимфа, дъщеря на речния бог Скамандър. От брака ѝ с троянския цар Трос се раждат трима сима -Ил, Асарак и красивия Ганимед.
- Калироя – океанида, дъщеря на Океан, съпруга на Хризаор и от него майка на Ехидна (според Хезиод) и триглавия великан Герион.